# Copa del Món de Futbol 2018 - Grup F
El Grup F de la Copa del Món de Futbol 2018, realitzada a Rússia, està compost per quatre equips, que s'enfrontaran entre ells amb un total de sis partits. Quan acabin aquests partits, els dos equips amb més punts es classificaran per a la fase següent.
El primer lloc d'aquest grup s'enfrontarà contra el segon del grup E. El segon lloc del grup s'enfrontarà al primer del grup E.

## Integrants
El grup F està integrat per les seleccions següents:
| Alemanya | Mèxic | Suècia | Corea del Sud |
| -------- | ----- | ------ | ------------- |

Segons el Ranking Mundial de la FIFA del 15 de març del 2018, Alemanya estava classificada en 1r lloc, Mèxic en el 17è, Suècia en el 19è i Corea del Sud en el 59è.

## Classificació
| Pos | Equip         | PJ | PG | PE | PP | GF | GC | DG | Pts | Classificació        |
| --- | ------------- | -- | -- | -- | -- | -- | -- | -- | --- | -------------------- |
| 1   | Suècia        | 3  | 2  | 0  | 1  | 5  | 2  | +3 | 6   | Avança a segona fase |
| 2   | Mèxic         | 3  | 2  | 0  | 1  | 3  | 4  | −1 | 6   | Avança a segona fase |
| 3   | Corea del Sud | 3  | 1  | 0  | 2  | 3  | 3  | 0  | 3   |                      |
| 4   | Alemanya      | 3  | 1  | 0  | 2  | 2  | 4  | −2 | 3   |                      |

## Partits

### Alemanya vs. Mèxic
| Alemanya | 0–1     | Mèxic      |
| -------- | ------- | ---------- |
|          | Informe | Lozano 35' |

### Suècia vs. Corea del Sud
| Suècia             | 1–0     | Corea del Sud |
| ------------------ | ------- | ------------- |
| Granqvist 65' (p.) | Informe |               |

### Alemanya vs. Suècia
| Alemanya                             | 2–1     | Suècia       |
| ------------------------------------ | ------- | ------------ |
| Reus 48' · Boateng 82' · Kroos 90+5' | Informe | Toivonen 32' |

### Corea del Sud vs. Mèxic
| Corea del Sud       | 1–2     | Mèxic                                |
| ------------------- | ------- | ------------------------------------ |
| Son Heung-min 90+3' | Informe | Carlos Vela 27' (p.) · Hernández 66' |

### Corea del Sud vs. Alemanya
| Corea del Sud                             | 2–0     | Alemanya |
| ----------------------------------------- | ------- | -------- |
| Kim Young-won 90+3' · Son Heung-min 90+6' | Informe |          |

### Mèxic vs. Suècia
| Mèxic | 0–3     | Suècia                                                     |
| ----- | ------- | ---------------------------------------------------------- |
|       | Informe | Augustinsson 50' · Granqvist 61' (p.) · Álvarez 74' (p.p.) |